# Armen Alchian
Armen Albert Alchian, né le 12 avril 1914 à Fresno (Californie) et mort le 19 février 2013 à Los Angeles, est un économiste américain. Il est né d'une famille arménienne-américaine.
Alchian étudie à l'Université d'État de Californie à Fresno et à l'université Stanford. De 1942 à 1946 il travaille comme statisticien à l'armée américaine et devient professeur d'économie à l'université de Californie à Los Angeles. Il est un des fondateurs de la théorie économique des droits de propriété.
En 1975, Friedrich Hayek a déclaré que Armen Alchian mérite le prix Nobel : « Il y a deux économistes qui méritent le prix Nobel parce que leur œuvre est importante mais qui ne l'auront pas parce qu'ils n'ont pas beaucoup publié : Ronald Coase et Armen Alchian,,. »

## Publications
- 1950 : Uncertainty, Evolution and Economic Theory
- 1959 : Costs and Outputs
- 1969 : Information Costs, Pricing and Resource Unemployment
- 1972 : (avec Harold Demsetz) Production, Information costs and Economic Organization
- 1978 : (avec Robert Crawford et Benjamin Klein) Vertical Integration, Appropriable Rents, and the Competitive Contracting Process
- 1978 : Economic Forces at Work
- 1983 : Exchange and Production
- 1993 : Property Rights.